# Arme de jet

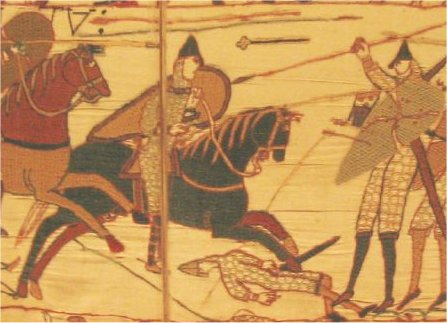
Lances et masse en arme de jet sur la tapisserie de Bayeux.

Une arme de jet est un projectile envoyé à distance par la simple action mécanique des muscles, contrairement aux armes de traits qui envoient un projectile à distance par l'intermédiaire d'un mécanisme (fronde, raquette, propulseur, arc, etc.) 
En latin, ces armes sont désignées sous le nom de missile (littéralement, "missible, qui peut être lancé").
Au Moyen Âge, ce type d'armes était très utilisé. On utilisait des armures et des fortifications pour s'en protéger. Avec l'ère des armes à feu, la grande majorité de ces armes est devenue obsolète.
La première arme inventée par l'humanité (après les armes de mêlée aisément disponibles dans la nature à l'état brut) fut l'arme de jet qui consistait la plupart du temps en un caillou lancé pour atteindre une cible distante.
Comme pour les armes de mêlée, on distingue différentes caractéristiques pour les armes de jet : contondantes (caillou, casse-tête, massue, etc.), perforantes (lance, sagaie, harpon, dagues, la plupart des shurikens, etc.), tranchantes (francisque, certaines étoiles de jet, les chakrams, etc.) et incapacitantes, tels les bolas.
Font partie des armes de jet :
- le bâton de jet

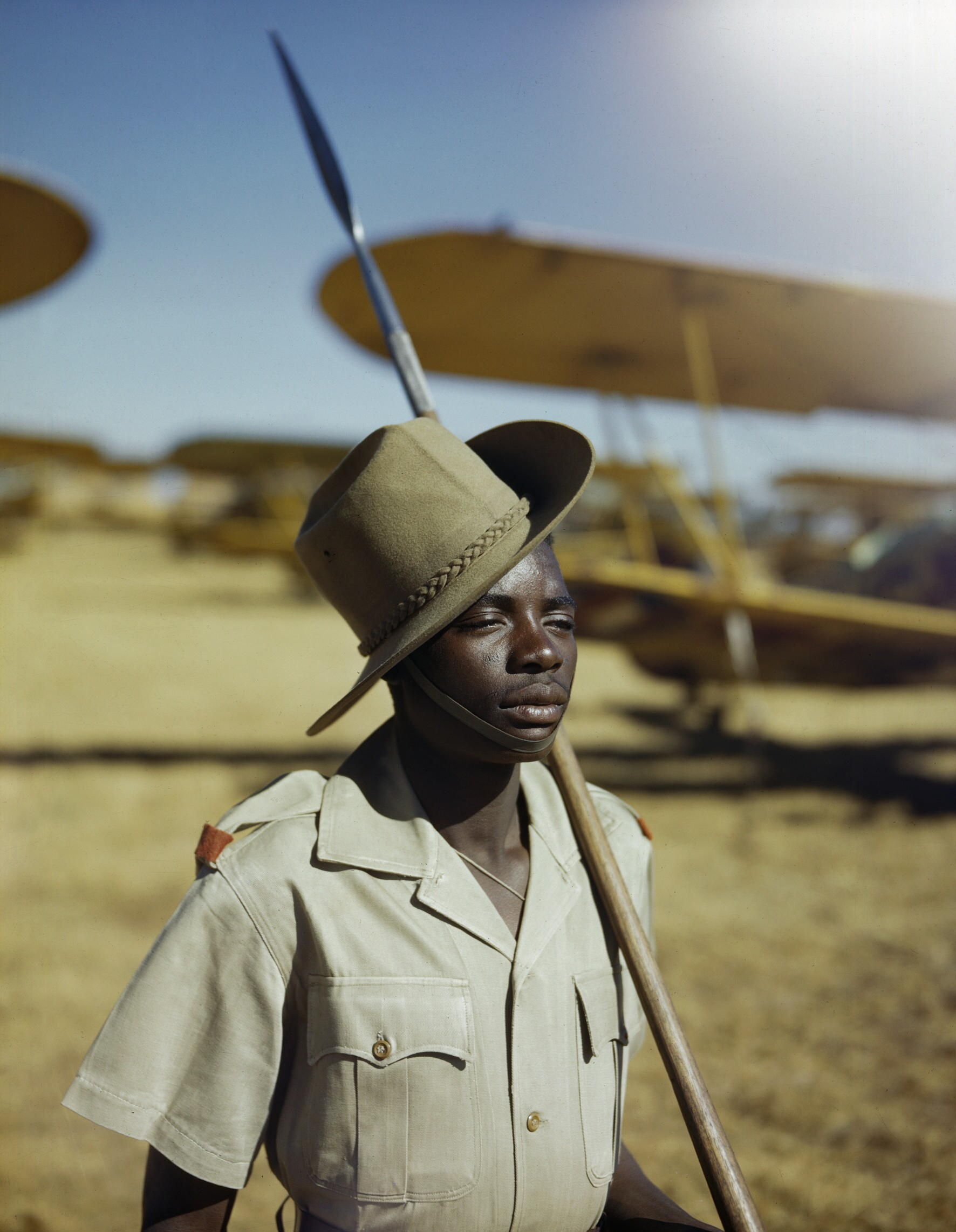
Une sagaie

- les shurikens et étoiles de lancer japonaises ;
- les bolas ;
- le couteau de lancer ;
- le javelot ;
- la javeline ;
- la lance ;
- la sagaie ;
- le pilum ;
- les plumbata
- le harpon ;
- la francisque ;
- le boomerang ;
- Le dard était pendant l'époque carlovingienne et jusque vers le milieu du XIIe siècle une sorte de javelot empenné[1]. Le terme est aujourd'hui utilisé comme synonyme de fléchettes dans le jeu du même nom.
- en fait tout objet propulsé par l'action mécanique des muscles, allant du caillou à la faucille.